# Mesocapnia aptera
Mesocapnia aptera is een steenvlieg uit de familie Capniidae. De wetenschappelijke naam van de soort is voor het eerst geldig gepubliceerd in 2011 door Lee & Baumann.